# غايزلهورينغ
غايزلهورينغ (بالألمانية: Geiselhöring) هي بلدة ألمانية تقع في ألمانيا في منطقة شترآوبينغ - بوغن.[بحاجة لمصدر]